# 1520 Imatra
Az 1520 Imatra (ideiglenes jelöléssel 1938 UY) a Naprendszer kisbolygóövében található aszteroida. Yrjö Väisälä fedezte fel 1938. október 22-én, Turkuban.